# Rewinder
Rewinder ist ein Science-Fiction-Kurzfilm aus dem Jahr 2016 von Jean-Luc Julien. Der Film lief innerhalb des 48 Hour Film Project. Die Premiere fand am 5. Juli 2016 in Berlin statt.

## Handlung
Berlin 2037: Die Wasserversorgung ist erschöpft. Um seine Zukunft zu sichern muss Miles in die Vergangenheit reisen. Sein einziger Anhaltspunkt in der Vergangenheit ist Ulrike Römmler. Da dieser Name im Jahr 2016 nicht aufzufinden ist, muss er zurück in die Zukunft. Als Miles durch die Straßen von Berlin läuft entdeckt er eine Bar mit dem Schild „Returnees Welcome“. Dort trifft er Ulrike.

## Hintergrund
Rewinder entstand im Rahmen des 48 Hour Film Project. Insgesamt nahmen 7 Filmteams beim Wettbewerb teil. Die Dreharbeiten zu Rewinder dauerten 48 Stunden und fanden vom 1. Juli bis 3. Juli 2016 in Berlin statt. Die ursprüngliche Länge des Films betrug 7:05 Minuten. Nach dem 48 Hour Film Festival ist der Film auf 6:05 Minuten gekürzt worden.  

## Festivalteilnahmen
- 2016: 48 Hour Film Project, Berlin (Deutschland)[1]
- 2017: Acharya Tulsi Short Film Festival (Indien)[2]
- 2017: Queen City Cinephiles Monthly Independent Film Screening & Discussion (USA)[3]
- 2017: International Filmmaker Festival of World Cinema BERLIN (Deutschland)[4]
- 2017: Big Water Film Festival (USA)[5]
- 2017: Atlanta Sci-fi Film Festival (USA)[6]
- 2017: Berlin Sci-Fi Fimfest (Deutschland)[7]
- 2017: Camgaroo Award 2017 (Deutschland)[8]
- 2017: Five Continents International Film Festival[9]
- 2017: 12 Months Film Festival (Rumänien)[10]
- 2018: Oregon Short Film Festival (USA)[11]

## Auszeichnungen
Beim 48 Hour Film Project, Berlin gewann Rewinder 3 Preise:
- 2. Platz - Bester Film
- Bester Schnitt: Lorenzo Francesconi
- Bestes Sound Design: Blake Worrell

Acharya Tulsi Short Film Festival in Indien
- 1. Platz (Internationaler Wettbewerb)

Beim International Filmmaker Festival of World Cinema BERLIN war Rewinder für 3 Filmpreise nominiert:
- Jury Award: Alex Pescosta, Oliver Theurich, Jean-Luc Julien
- Best Director of a Short Film: Jean-Luc Julien
- Best Lead Actress in a Short Film: Matilde Keizer, Camgaroo Award 2017[8]
- Bester Sci-Fi/Mystery Kurzfilm (nominiert): Jean-Luc Julien, Alexander Garms, Daniel Hettinger, Douglas Williamson

Five Continents International Film Festival 2017 (Venezuela)
- Best Sci-Fi Short Film

- Special Mention Costume Design Short Film: Maria-F. Jacob

12 Months Film Festival 2017 (Rumänien)
- 2. Platz - Fiction of the month
- 3. Platz - Screenwriter of the Month
- Actor of the month: Jeff Yaworski (nominiert)

Oregon Short Film Festival 2018 (USA)
- Best Science Fiction Film (nominiert)